# Richardsbaai
Richardsbaai (Engels: Richards Bay) is een havenstad met 57.000 inwoners, in KwaZoeloe-Natal, Zuid-Afrika.
Richardsbaai is in 1879 tijdens de Eerste Boerenoorlog gesticht door Sir Frederick Richards. Aanvankelijk werd de haven als vissershaven gebruikt, maar tegenwoordig is Richardsbaai de grootste haven van Zuid-Afrika. In Richardsbaai bevindt zich de grootste laadhaven voor steenkool ter wereld, de Richards Bay Coal Terminal (RBCT). In 2007 werd hier 66 miljoen ton kolen geladen.
Daarnaast zijn er twee grote aluminiumsmelterijen: Hillside Aluminium en Bayside Aluminium, beide uitgebaat door BHP Billiton.
Richardsbaai is een populaire badplaats voor kitesurfers.
De Haven van Richardsbaai is de jaren 1975 t/m 1980 uitgebaggerd door verschillende Nederlandse bagger bedrijven. Er woonden toen veel expats met hun familie in Richardsbaai.

## Subplaatsen
Het nationaal instituut voor de statistiek, Stats SA, deelt sinds de census 2011 deze hoofdplaats in in 15 zogenaamde subplaatsen (sub place), waarvan de grootste zijn:
Arboretum • Brackenham • Meer En See.